# Hengue-Caculo
Hengue-Caculo é uma vila e comuna angolana que se localiza na província do Huambo, pertencente ao município de Bailundo.